# Hardie Albright
Pour les articles homonymes, voir Albright.
Hardie Albright, né le 16 décembre 1903 à Charleroi en Pennsylvanie et mort le 7 décembre 1975 à Mission Viejo en Californie, est un acteur américain.

## Biographie
Il étudie au Carnegie Institute of Technology puis devient comédien, faisant ses premiers pas d'acteur à Broadway dans les théâtres. Il joue notamment pour le Civic Repertory Theatre d'Eva Le Gallienne.
Il intègre le monde du cinéma et Hollywood ou il joue dans de nombreuses productions. Il apparaît dans des comédies et des drames, aussi bien dans des rôles principaux que pour des scènes de figuration. Il prête sa voix à Bambi adolescent dans le dessin animé Bambi en 1942.
Il se retire du monde du cinéma en 1946. Il devient alors professeur pour l'université du Sud de la Californie et écrit des ouvrages sur le jeu d'acteur et le monde du théâtre. Il revient à la télévision à l'aube des années 1960, jouant plusieurs rôles secondaires dans de nombreuses séries télévisées américaines.
Il décède en 1975 à l'âge de 71 ans.

## Filmographie

### Au cinéma
- 1931 : Young Sinners de John G. Blystone : Gene Gibson
- 1931 : Hush Money (en) de Sidney Lanfield : Stuart Elliot
- 1931 : Skyline de Sam Taylor : John Breen
- 1931 : Heartbreak d'Alfred L. Werker : Count Carl Walden
- 1932 : Mon grand (So Big!) de William A. Wellman : Dirk De Jong
- 1932 : Jewel Robbery de William Dieterle : Paul, Undersecretary of State
- 1932 : The Purchase Price de William Dieterle : Don Leslie
- 1932 : This Sporting Age (en) d'Andrew Bennison (en) et A. F. Erickson : Johnny Raeburn
- 1932 : A Successful Calamity (en) de John G. Adolfi : George Struthers, Peggy's Beau
- 1932 : The Crash de William Dieterle : Arthur Pringle
- 1932 : Ombres vers le sud (Cabin in the cotton) de Michael Curtiz : Roland Neal
- 1932 : Three on a Match : Phil
- 1932 : Vingt Mille Ans sous les verrous (20,000 Years in Sing Sing)
- 1932 : Le Roi des allumettes (The Match King) de William Keighley et Howard Bretherton : Erik Borg
- 1933 : Le Roi de la chaussure (The Working Man) de John G. Adolfi : Benjamin « Benny » Burnett
- 1933 : Le Cantique des cantiques (Song of songs) de Rouben Mamoulian : Von Prell
- 1933 : La Lune à trois coins (Three-Cornered Moon) d'Elliott Nugent : Ronald
- 1933 : Sa douce maison (The House on 56th Street) de Robert Florey : Henry Burgess
- 1934 : The Ninth Guest de Roy William Neill : Henry Abbott
- 1934 : Nana de Dorothy Arzner et George Fitzmaurice : Bit Part
- 1934 : White Heat de Lois Weber : Chandler Morris
- 1934 : Beggar's Holiday
- 1934 : La Lettre écarlate (The Scarlet Letter) : Arthur Dimmesdale
- 1934 : Two Heads on a Pillow : Dave Talbot
- 1934 : Crimson Romance : Hugo
- 1934 : The Silver Streak : Allen Dexter
- 1934 : Sing Sing Nights : Howard Trude
- 1935 : Women Must Dress : David
- 1935 : Calm Yourself : Bobby Kent
- 1935 : Champagne for Breakfast : Bob Bentley
- 1935 : Ladies Love Danger (en) de H. Bruce Humberstone : Phil Morton
- 1935 : Mexico et retour (Red Salute) : Arner
- 1940 : Granny Get Your Gun : Phillip « Phil » Westcott
- 1940 : Ski Patrol (en) de Lew Landers : Tyko Gallen
- 1940 : Carolina Moon (en) de Frank McDonald : Henry Wheeler
- 1941 : Flight from Destiny : Ferrers
- 1941 : Men of the Timberland : Dudley
- 1941 : Bachelor Daddy : Ethelbert
- 1941 : Nuits joyeuses à Honolulu (Navy Blues) : Officier
- 1941 : Marry the Boss's Daughter : Putnam Palmer
- 1942 : Les Chevaliers du ciel (Captains of the Clouds) : Kingsley
- 1942 : The Mad Doctor of Market Street : William Saunders
- 1942 : Cinquième colonne (Saboteur) : Détective
- 1942 : Mademoiselle Palmer et son psychiatre (Lady in a Jam) de Gregory La Cava : Milton, chauffeur de Jane
- 1942 : Vainqueur du destin (The Pride of the Yankees) : Van Tuyl
- 1942 : Bambi : Adolescent Bambi (voix)
- 1942 : The Loves of Edgar Allan Poe : Shelton
- 1944 : Army Wives : Verne
- 1945 : Les Fausses Pudeurs (Mom and Dad), de William Beaudine : Carl Blackburn
- 1945 : Le Masque étrange (The Jade Mask) : Walter Meeker
- 1945 : Sunset in El Dorado : Cecil Phelps / Cyril Earle
- 1945 : Captain Tugboat Annie : Johnny Webb
- 1946 : L'Évadé de l'enfer (Angel on My Shoulder) : Smiley Williams